# Lista de prefeitos de Ijuí
Esta é a lista de prefeitos e vice-prefeitos do município de Ijuí, estado brasileiro do Rio Grande do Sul.
| Nº | Prefeito                                    | Partido   | Vice-prefeito                         | Início do mandato      | Fim do mandato         | Observações | Ref.   |
| 1  | Augusto Pestana                             |           | —                                     | 31 de janeiro de 1912  | 11 de julho de 1912    | Intendente provisório nomeado pelo decreto nº 1814                                                              | [ 1 ]  |
| 2  | Cel. Antônio Soares de Barros, Coronel Dico | PRR       | —                                     | 11 de julho de 1912    | 21 de abril de 1925    | | [ 1 ]  |
| 3  | Cel. Alfredo Steglich                       |           | —                                     | 21 de abril de 1925    | 15 de abril de 1928    | | [ 1 ]  |
| 4  | Dr. Ulrich Kulmann                          |           | —                                     | 15 de abril de 1928    | 15 de abril de 1932    | | [ 1 ]  |
| 5  | Cel. Antônio Soares de Barros, Coronel Dico |           | —                                     | 15 de abril de 1932    | 3 de janeiro de 1938   | | [ 1 ]  |
| 6  | Dr. Emílio Martins Bührer                   |           | —                                     | 29 de janeiro de 1938  | 17 de dezembro de 1943 | Prefeito nomeado após o pedido de exoneração do antecessor                                                      | [ 1 ]  |
| 7  | Maj. Álvaro de Carvalho Nicofé              |           | —                                     | 24 de dezembro de 1943 | 12 de maio de 1945     | Prefeito nomeado substituto                                                                                     | [ 1 ]  |
| 8  | Maj. Antonio Setembrino Lopes               |           | —                                     | 12 de maio de 1945     | 9 de outubro de 1947   | Prefeito nomeado após pedido de demissão do antecessor                                                          | [ 1 ]  |
| 9  | Ruben Kessler da Silva                      |           | —                                     | 12 de outubro de 1947  | 22 de novembro de 1947 | Prefeito interino nomeado                                                                                       | [ 1 ]  |
| 10 | Joaquim Porto Villanova                     | PTB       | José Antônio Frantz (PTB)             | 29 de novembro de 1947 | 31 de dezembro de 1951 | Prefeito e vice eleitos em sufrágio universal em eleições de 15.11.1947                                         | [ 1 ]  |
| 11 | Ruben Kessler da Silva                      | PSD       | Orlando Dias Athayde (PL)             | 1º de janeiro de 1952  | 31 de dezembro de 1955 | Prefeito e vice eleitos em sufrágio universal em eleições de 01.11.1951                                         | [ 1 ]  |
| 12 | Lothar Friedrich                            | PSD       | Edwino Schröer (PRP)                  | 1º de janeiro de 1956  | 31 de dezembro de 1959 | Prefeito e vice eleitos em sufrágio universal em eleições de 03.10.1955                                         | [ 1 ]  |
| 13 | Beno Orlando Burmann                        | PTB       | Eugênio Michaelsen (PRP)              | 3 de janeiro de 1960   | 6 de julho de 1963     | Prefeito e vice eleitos em sufrágio universal em eleições de 08.11.1959                                         | [ 2 ]  |
| 14 | Eugênio Michaelsen                          | PRP       | —                                     | 6 de julho de 1963     | 31 de dezembro de 1963 | Vice-prefeito eleito no cargo de Prefeito                                                                       | [ 1 ]  |
| 15 | Walter Müller                               | PRP       | Solon Gonçalves da Silva              | 1º de janeiro de 1964  | 23 de dezembro de 1966 | Prefeito e vice eleitos em sufrágio universal em eleições de 10.11.1963                                         | [ 1 ]  |
| 16 | Solon Gonçalves da Silva                    |           | —                                     | 27 de janeiro de 1967  | 31 de janeiro de 1969  | Vice-prefeito eleito que assumiu pois o titular foi eleito para a Câmara Estadual                               | [ 1 ]  |
| 17 | Sady Strapazon                              | MDB       | Wanderley Agostinho Burmann           | 31 de janeiro de 1969  | 31 de janeiro de 1973  | Prefeito e vice eleitos em sufrágio universal em eleições de 15.11.1968                                         | [ 3 ]  |
| 18 | Emídio Odósio Perondi                       | ARENA     | Wilson Maximino Mânica                | 31 de janeiro de 1973  | 31 de janeiro de 1977  | Prefeito e vice eleitos em sufrágio universal em eleições de 15.11.1972                                         | [ 4 ]  |
| 19 | Wilson Mânica                               | ARENA/PDS | Olivar Scherer                        | 31 de janeiro de 1977  | 31 de janeiro de 1983  | Prefeito e vice eleitos em sufrágio universal em eleições de 15.11.1976                                         | [ 5 ]  |
| 20 | Wanderley Agostinho Burmann                 | PDT       | Valdir Heck                           | 31 de janeiro de 1983  | 31 de dezembro de 1988 | Prefeito e vice eleitos em sufrágio universal em eleições de 15.11.1982                                         | [ 6 ]  |
| 21 | Valdir Heck                                 | PDT       | Astor Mayer                           | 1º de janeiro de 1989  | 31 de dezembro de 1992 | Prefeito e vice eleitos em sufrágio universal em eleições de 15.11.1988                                         | [ 7 ]  |
| 22 | Wanderley Agostinho Burmann                 | PDT       | Gerson de Vlieger Ferreira            | 1º de janeiro de 1993  | 4 de junho de 1994     | Prefeito e vice eleitos em sufrágio universal em eleições de 03.10.1992, cujo titular faleceu durante o mandato | [ 8 ]  |
| 23 | Gerson Ferreira                             | PDT       | —                                     | 7 de junho de 1994     | 31 de dezembro de 1996 | Vice-prefeito eleito que assumiu devido falecimento do titular                                                  | [ 1 ]  |
| 24 | Ortiz Iboti Schröer                         | PPB       | Breno Weber                           | 1º de janeiro de 1997  | 31 de dezembro de 2000 | Prefeito e vice eleitos em sufrágio universal em eleições de 03.10.1996                                         | [ 9 ]  |
| 25 | Valdir Heck                                 | PDT       | Gerson Burmann                        | 1º de janeiro de 2001  | 31 de dezembro de 2004 | Prefeito e vice eleitos em sufrágio universal em eleições de 03.10.2000                                         | [ 10 ] |
| 25 | Valdir Heck                                 | PDT       | Fioravante Batista Ballin (PDT)       | 1º de janeiro de 2005  | 31 de dezembro de 2008 | Prefeito reeleito e vice eleito em sufrágio universal em eleições de 03.10.2004                                 | [ 11 ] |
| 26 | Fioravante Batista Ballin                   | PDT       | Ubirajara Machado Teixeira, Bira (PT) | 1º de janeiro de 2009  | 31 de dezembro de 2012 | Prefeito e vice eleitos em sufrágio universal em eleições de 05.10.2008                                         | [ 12 ] |
| 26 | Fioravante Batista Ballin                   | PDT       | Ubirajara Machado Teixeira, Bira (PT) | 1º de janeiro de 2013  | 31 de dezembro de 2016 | Prefeito e vice reeleitos em sufrágio universal em eleições de 07.10.2012                                       | [ 13 ] |
| 27 | Valdir Heck                                 | PDT       | Valdir Domingos Zardin (PP)           | 1º de janeiro de 2017  | 31 de dezembro de 2020 | Prefeito e vice eleitos em sufrágio universal em eleições de 02.10.2016                                         | [ 14 ] |
| 28 | Andrei Cossetin                             | PP        | Marcos Barriquello (PL)               | 1º de janeiro de 2021  | 31 de dezembro de 2024 | Prefeito e vice eleitos em sufrágio universal em eleições de 15.11.2020                                         | [ 15 ] |
| 29 | Andrei Cossetin                             | PP        | Marcos Barriquello (PL)               | 1º de janeiro de 2025  | 31 de dezembro de 2028 | Prefeito e vice eleitos em sufrágio universal em eleições de 06.10.2024                                         |        |